# Linia Maginot

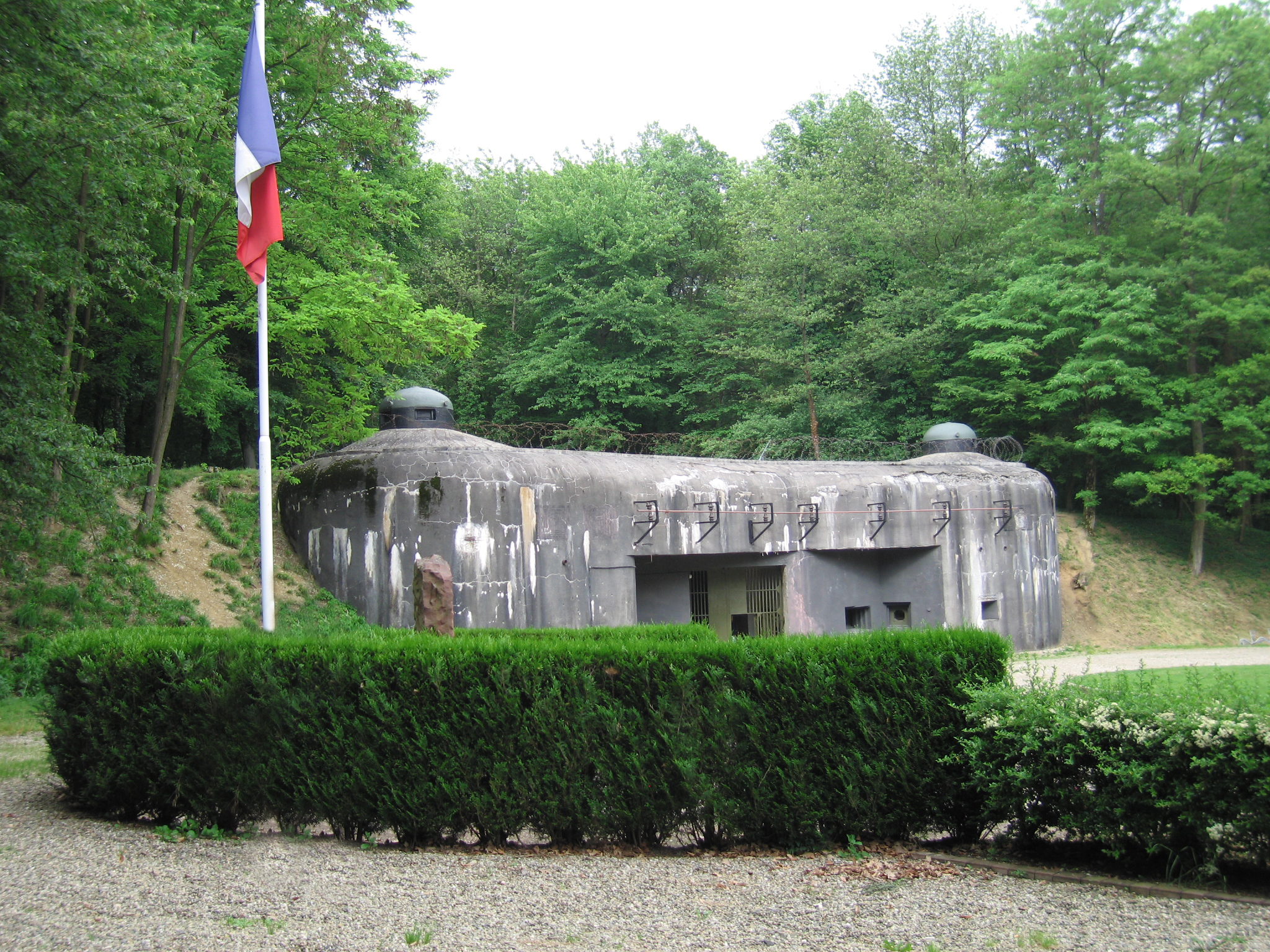
Element din Linia Maginot în Alsacia

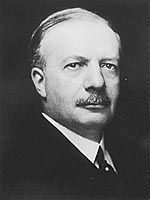
André Maginot.

Linia Maginot (în franceză: Ligne Maginot, nume dat după ministrul francez al apărării André Maginot) a constat într-un șir de fortificații de beton, obstacole antitanc, artilerie grea, cazemate, mitraliere și alte elemente de apărare, construite între anii 1920 și 1930 și modernizate între anii 1930 și 1940, pe care Franța a construit-o de-a lungul graniței cu Germania, Belgia, Luxemburg, Elveția și Italia, ca urmare a experienței din Primul Război Mondial și pentru a se pregăti împotriva unui eventual atac, în special din partea Germaniei.
În general, termenul de Linia Maginot se referă la linia de fortificații de pe granița germană (350 km), în timp ce Linia Alpilor se referă la fortificațiile de pe granița franco-italiană.
Francezii au construit linia de fortificații pentru a-i da timp armatei franceze să se mobilizeze în cazul unui atac german. Între Belgia și Franța linia nu a fost construită, iar în alte locuri era slabă. Belgia fiind și o țară francofonă (locuită, în parte, de valoni), Franța se simțea responsabilă pentru soarta ei și nu dorea ca în cazul unui atac Belgia să se simtă abandonată de Franța. După mobilizare, armata franceză trebuia să se deplaseze în Belgia pentru confruntarea decisivă cu forțele germane.
Gândirea francezilor despre apărare a fost în mare măsură influențată de succesul apărării statice din 
Primul Război Mondial. Linia avea o adâncime de 20–25 km.
Experții militari au lăudat Linia Maginot ca o lucrare genială, crezând că ar preveni orice invazie viitoare din est (în special din Germania). A fost și un produs al inferiorității numerice istorice a populației și ratei natalității scăzute, exacerbate de pierderile din Primul Război Mondial, care a compromis natalitatea franceză timp de trei generații.
Sistemul de fortificații era menit să descurajeze un atac direct.

## Scopurile Liniei Maginot

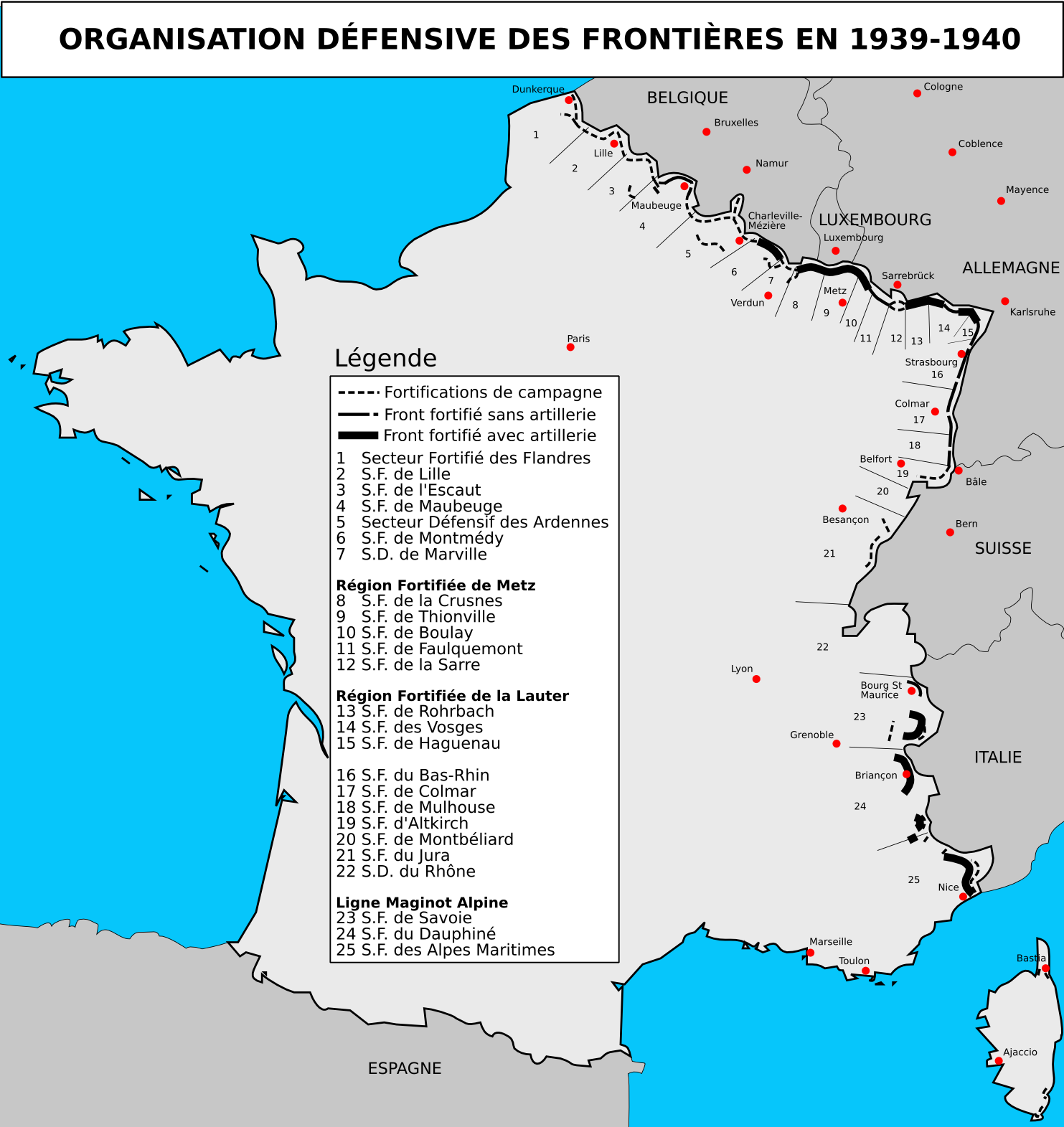
Hartă cu reprezentarea Liniei Maginot-organizare în 1942

Linia Maginot a fost construită pentru a îndeplini mai multe scopuri:
- pentru a evita un atac surpriză și a da alarma,
- pentru a acoperi mobilizarea Armatei franceze (care era estimată că necesită între 2 și 3 săptămâni),
- pentru a evita pierderile umane franceze mari (Franța număra 39.000.000 de locuitori, în timp ce Germania avea 70 de milioane),
- pentru a proteja direct Alsacia și Lorena (cedate Franței în 1918) și regiunile lor industriale,
- pentru a fi utilizată ca bază pentru o contraofensivă,
- pentru a respinge inamicul pe teritoriul Elveției sau Belgiei,
- pentru a ține în loc inamicul în timp ce forțele armate principale ar putea fi aduse pentru consolidarea liniei,
- pentru a se afișa în postură neagresivă, victimă a agresiunii, și pentru a coopta britanicii (care garantau neutralitatea Belgiei) să ajute Franța în cazul unei invazii a Belgiei.

## Atacul german
Linia Maginot s-a dovedit ineficientă din punct de vedere strategic, deoarece germanii au invadat Belgia, au învins armata franceză, ocolind Linia Maginot prin pădurile din Ardeni (unde linia nu era puternică, deoarece nu se considera posibil un atac german prin Ardeni), zdrobind complet armata franceză și cucerind Franța în câteva zile.
Cu o astfel de desfășurare a evenimentelor, Linia Maginot, în care francezii își puseseră mari speranțe, a eșuat lamentabil, confirmând zicala că "generalii luptă întotdeauna ca în ultimul război, în special dacă l-au câștigat". Planul atacului german s-a numit Fall Gelb (Planul Galben).

## Eficacitatea

Secțiune a unui bloc defensiv cu tun de 75mm la Schoenenbourg, care arată modul de acționare a turelei retractabile

Prin flancarea liniei de fortificații, Linia Maginot a fost ocupată practic fără luptă, apărarea dovedindu-se o investiție inutilă, Franța capitulând în 1940. Acolo unde a fost totuși atacată de germani, atacul a fost executat de trupe de parașutiști care, folosind gurile de ventilație, aruncau în aer cazematele, dar totuși cele mai multe cazemate au fost izolate de sursele de aprovizionare și s-au predat fără luptă. 
Linia Maginot era rezistentă la majoritatea formelor de atac și oferea condiții de viață ieșite din comun trupelor de garnizoană, inclusiv aer condiționat, blocuri alimentare îndestulătoare, chiar și căi ferate subterane. Cu toate acestea, întreținerea liniei de fortificații s-a dovedit costisitoare, consumând o cantitate mare de bani și ulterior dovedindu-se că investiția mare (cinci miliarde de franci) și costurile mari de întreținere au deturnat resurse financiare din alte părți ale forțelor armate franceze, care au fost subfinanțate. Printre cei care au fost împotriva proiectului liniei Maginot s-au numărat Paul Reynaud (prim-ministru al Franței în perioada interbelică) și Charles de Gaulle, care considera că banii ar trebui alocați pentru construirea de tancuri și avioane, care în Primul Război Mondial și-au dovedit eficacitatea.

## Galerie de imagini cu elemente ale Liniei Maginot

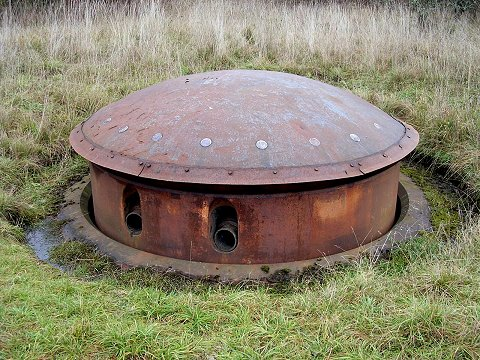
Turelă retractabilă cu tun de 135 mm.
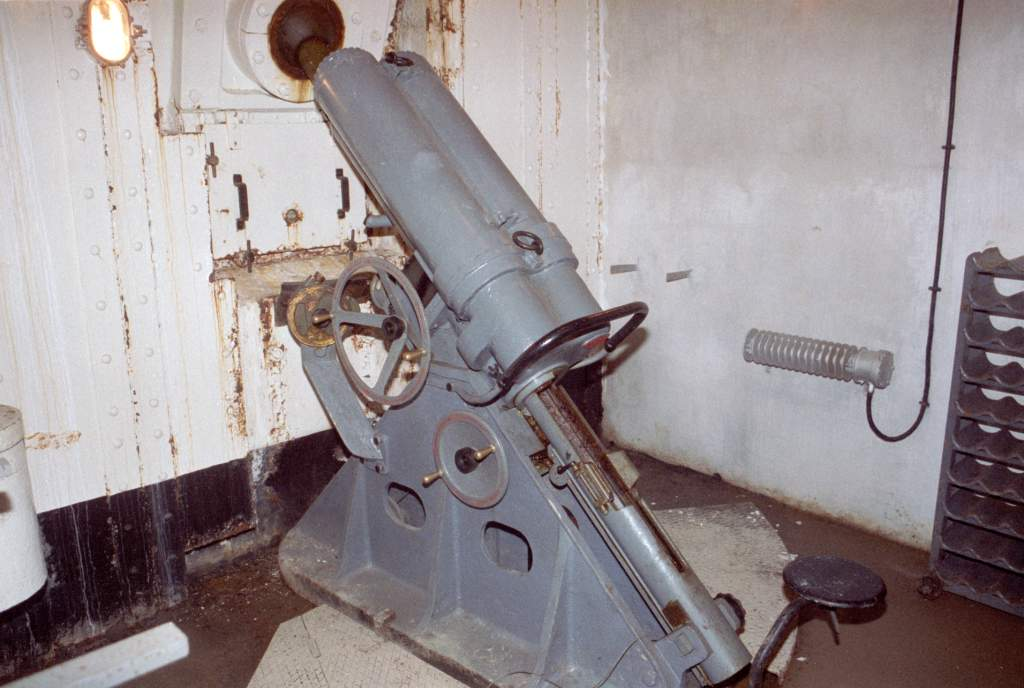
Mortier subteran de 81 mm
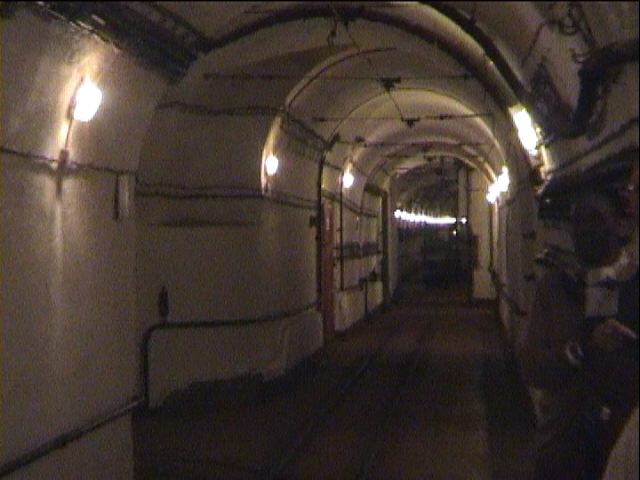
Galerie subterană principală la Hackenberg
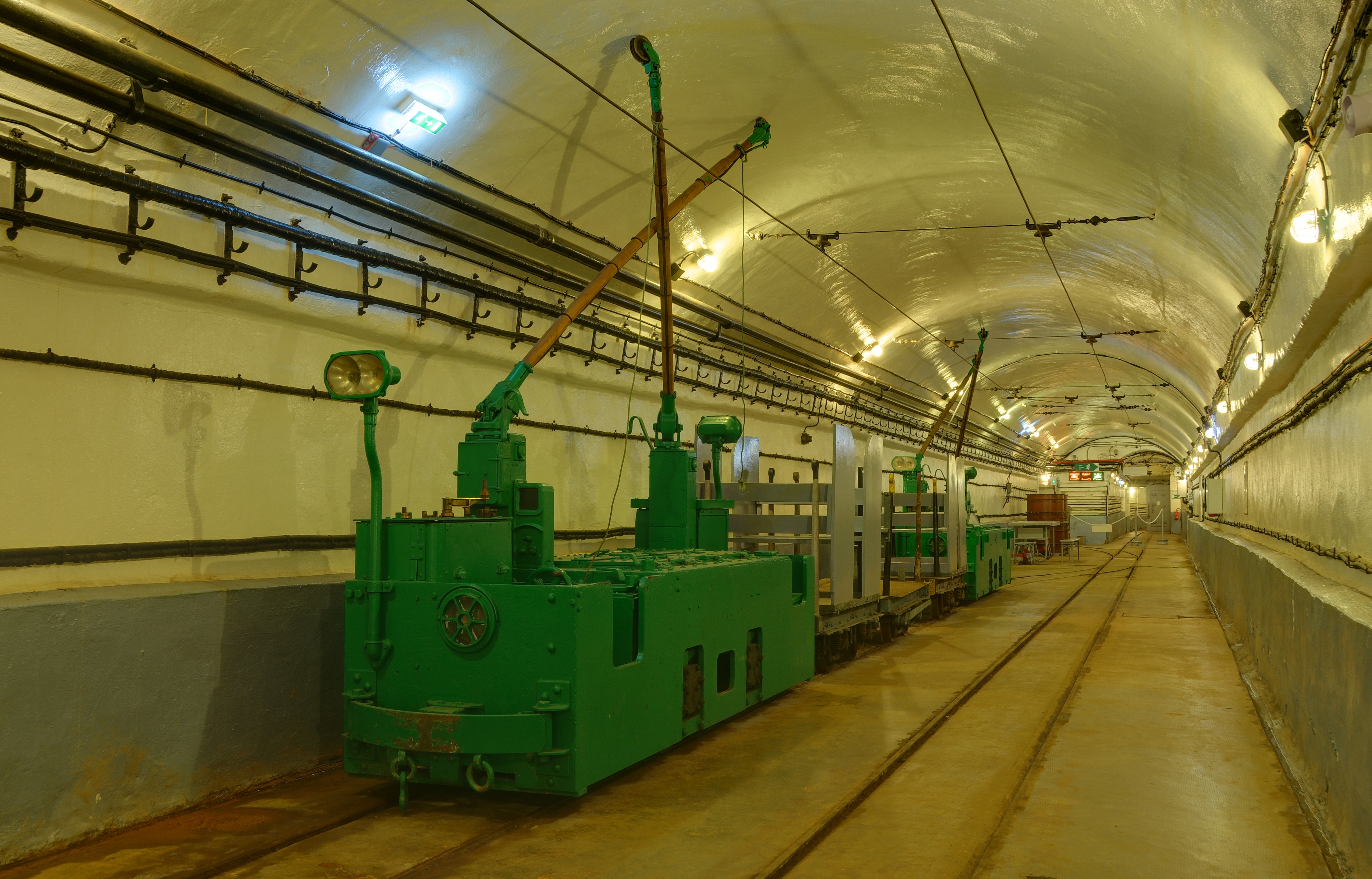
Cale ferată subterană electrificată la Schoenenbourg
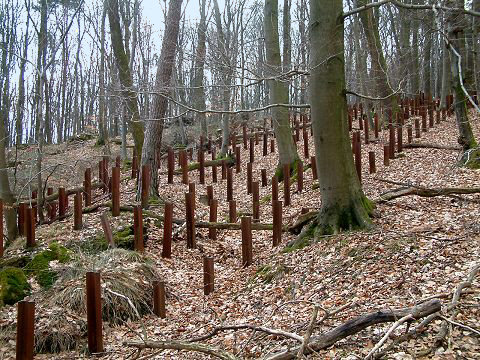
Obstacole antitanc
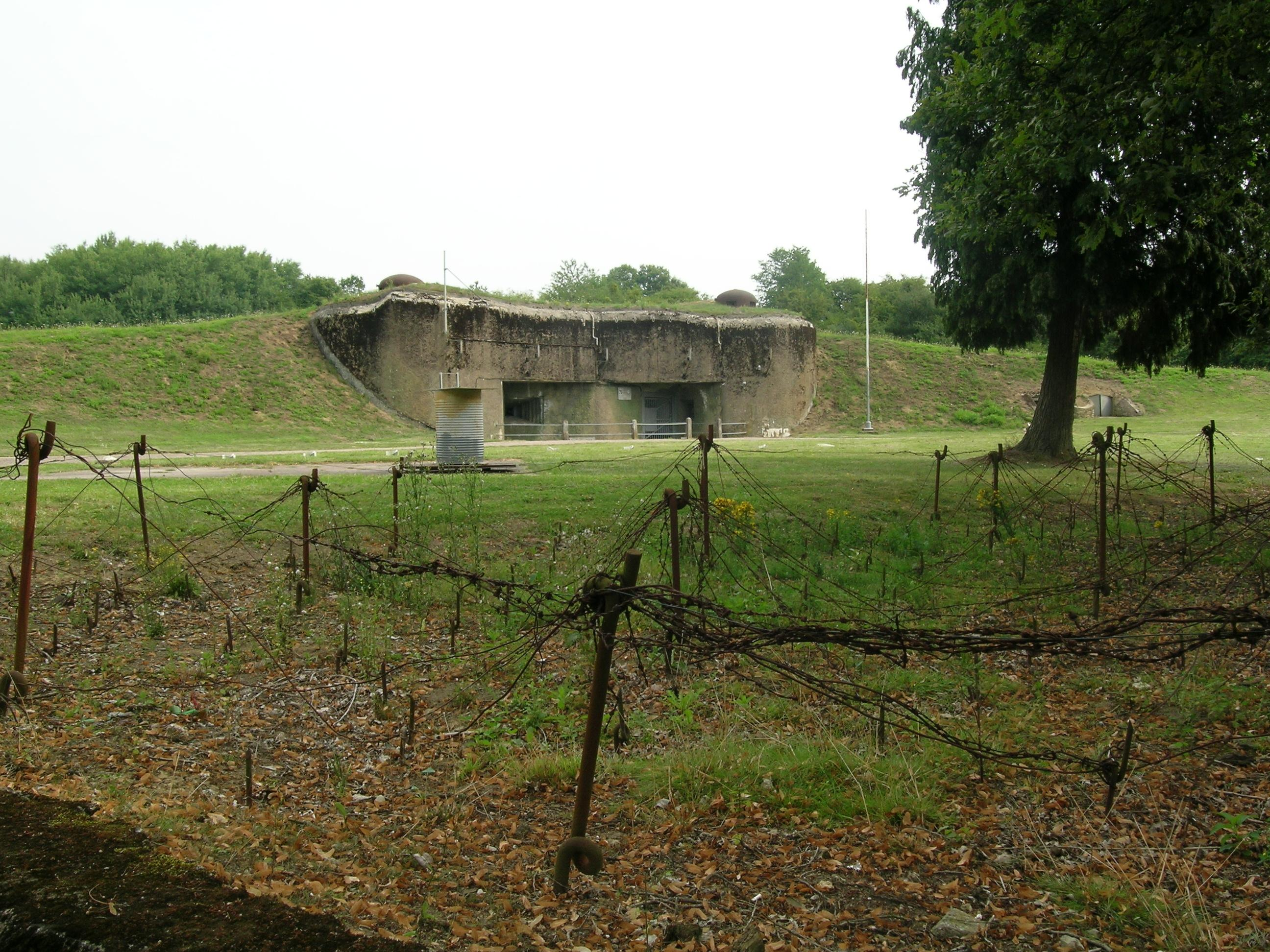
Rețea de sârmă ghimpată la Immerhof
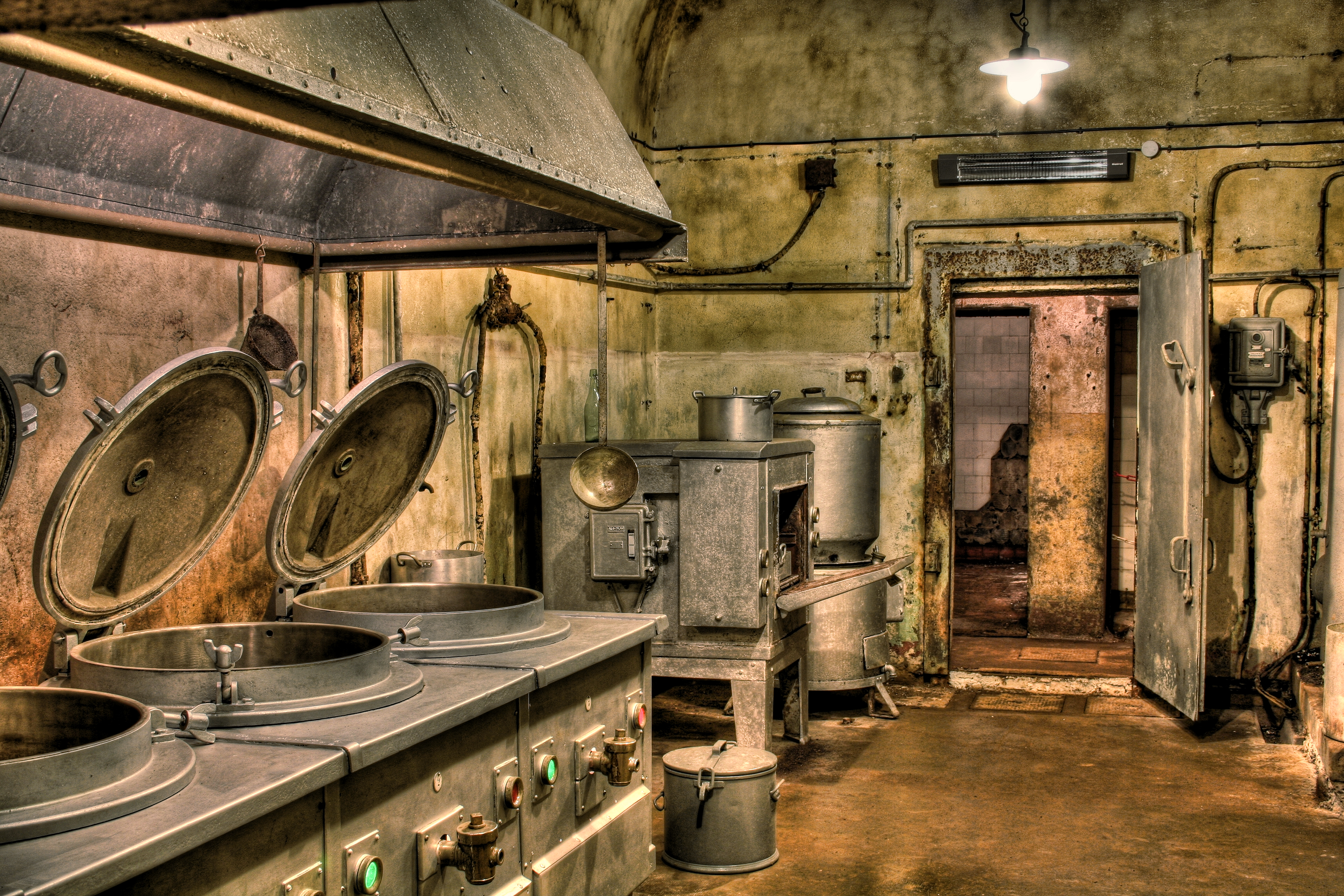
Bucătărie în cazemata subterană de la Michelsberg
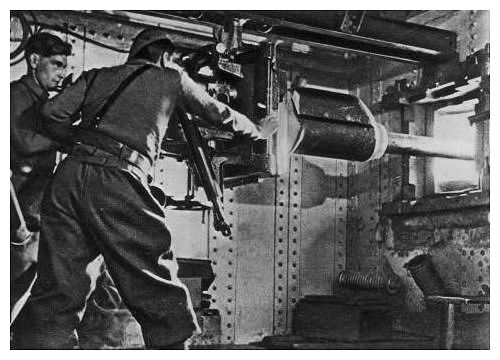
Tunari francezi la Schoenenbourg.
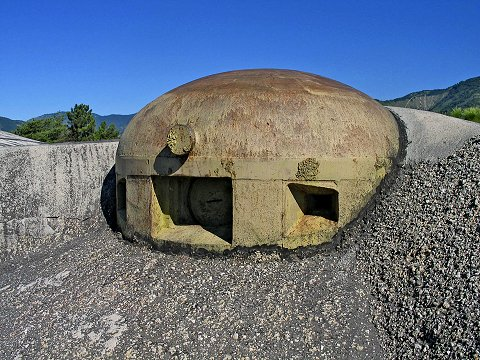
Cazemată, parte a Liniei Maginot